# Christianshavn (métro de Copenhague)
Pour l’article homonyme, voir Christianshavn.
Christianshavn est une station de correspondance du métro de Copenhague. Elle dessert les deux lignes métropolitaines de Copenhague.

## Situation ferroviaire
Christianshavn est une station située à la fois sur la ligne M1 et sur la ligne M2. C'est à partir de cette station que les rames de métro, des deux lignes du métropolitain, partagent les mêmes voies en direction du terminus Vanløse. Dans l'autre sens, les deux lignes de métro se séparent, la ligne une se dirigeant vers le terminus Vestamager et la ligne deux vers le terminus Lufthavnen qui dessert l'aéroport de Copenhague.

## À proximité
- Canal de Christianshavn (en danois Christianshavns Kanal)
- Église de Notre-Sauveur (en danois  Vor Frelsers Kirke)
- Christiania